# دودنگتسه
دودنگتسه (به لهستانی:  Dudyńce) یک روستا در لهستان است که در گمینا بوکووسکو واقع شده‌است. دودنگتسه ۸٫۸ کیلومتر مربع مساحت و ۲۰۰ نفر جمعیت دارد و ۲۵۰ متر بالاتر از سطح دریا واقع شده‌است.